# Джейн Пауелл
Джейн Пауелл (англ. Jane Powell; 1 квітня 1929 — 16 вересня 2021) — американська акторка, співачка і танцюристка. Молода зірка студії Metro-Goldwyn-Mayer у 1940х—50х роках.

## Вибрана фільмографія
- 1948 — Три дорогі доньки — Тесс Морган
- 1948 — Побачення із Джуді —  Джуді Фостер
- 1951 — Королівське весілля — Еллєн Бовен
- 1951 — Багаті, молоді та красиві — Елізабет Роджерс
- 1953 — Три моряки та дівчина — Пенні Вестон
- 1954 — Сім наречених для семи братів — Міллі Понтіпі
- 1954 — Глибоко в моєму серці — Отіль ван Зандт
- 1958 — Зачарований острів — Феявей
- 1958 — Тварина самка — Пенні Віндзор